# Dynastie Bagratuni
Dynastie Bagratuni (arménsky: Բագրատունի) byla arménská královská dynastie, která vládla druhému Arménskému království, tzv. Bagratovské Arménii, od roku 885 až do roku 1045. Bagratuni byli vazalové starověkého Arménského království a během období arabské nadvlády v Arménii se stali nejvýznamnější arménskou šlechtickou rodinou, když z této pozice vytlačili zejména Mamikonjany. Pomocí složité taktiky, zejména Ašota I., nakonec založili své vlastní nezávislé království, když se jim podařilo vymanévrovat si prostor mezi dvěma velmocemi - Byzancí a Abbásovským chalífátem. Jejich doménou byly regiony Arménie jako Širak, Bagrevand, Kogovit, Sjunik, Lori, Vaspurakan, Vanand a Taron. Mnoho historiků, jako Cyril Toumanoff, Nicholas Adontz nebo Ronald Suny, je považuje za předky gruzínské královské dynastie Bagrationů. Jsou však i odborníci, kteří to popírají, a podobnost názvu obou dynastií vidí jako náhodnou.